# Setaphis walteri
Setaphis walteri är en spindelart som beskrevs av Norman I. Platnick och Murphy 1996. Setaphis walteri ingår i släktet Setaphis och familjen plattbuksspindlar.
Artens utbredningsområde är Kanarieöarna. Inga underarter finns listade i Catalogue of Life.